# 譚信民
譚信民（1950年06月16日— ），台灣嘉義縣人，中華職棒三商虎隊的前總教練，台灣首位旅美棒球員。他是將蝴蝶球投法引進台灣的第一人，有「台灣蝴蝶球始祖」之稱。

## 簡介
譚信民出生於台灣嘉義縣，父親譚鳳君曾是業餘棒球隊隊員，是嘉義縣體育會棒球委員會的選拔委員。他在高中時期是六信家商（今六信高級中學的前身）校隊投手，入伍服役時亦是空軍隊的主力，也曾多次入選國手並擔任隊長
。1973年退伍後並未加入任何球隊，但是有意加入日本職棒球隊，並已展開接觸。1974年與日本職棒太平洋俱樂部獅隊（今西武獅隊前身）簽約成為該隊研究生，並被送到美國職棒小聯盟受訓，成為台灣棒球史上第一位到美國打職業棒球的球員。譚到美國後隸屬於舊金山巨人隊旗下的1A球隊佛雷斯諾巨人隊（Fresno Giants）；該球季共出賽29場，戰績8勝4敗2救援成功。球季結束後，獅隊因為洋將名額限制的原因而與譚解約。

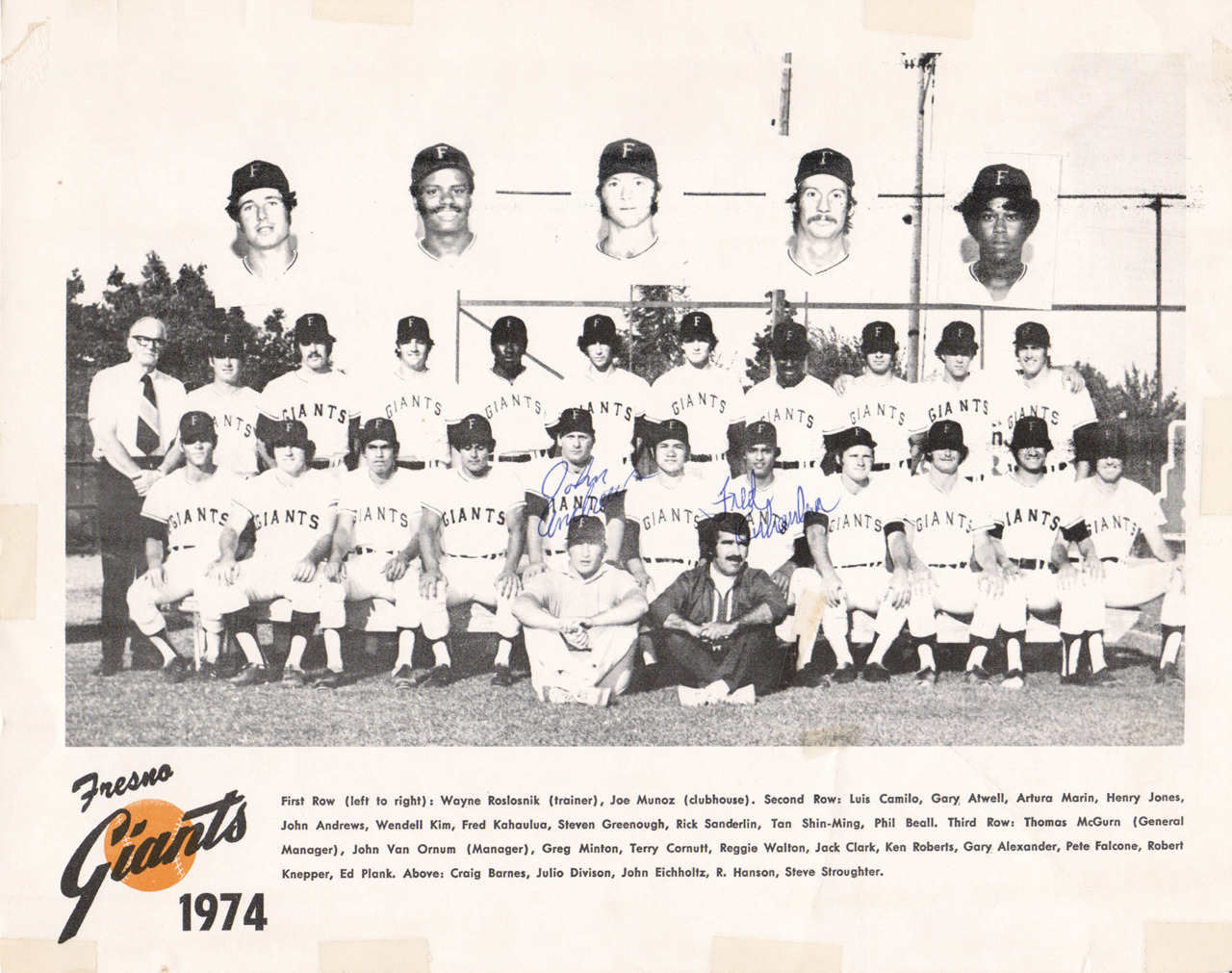
1974年巨人隊小聯盟

1975年譚信民返台加入合作金庫棒球隊。在隨隊參加第十七屆全國棒球賽暨第十一屆亞洲杯棒球賽中華代表隊選拔賽的前夕，因為其離開佛雷斯諾隊未滿一年，依當時的規定被認定不符合業餘球員身份而被取消參賽資格。同年10月代表臺北市西區參加台灣區運動會時才恢復業餘球員資格，而表現仍然優異。球員生涯結束後曾陸續擔任過文化大學棒球隊教練、業餘時期的兄弟飯店棒球隊投手教練、中華成棒代表隊總教練。1991年出任中華職棒三商虎隊的總教練，為當時薪資最高的教練。
1993年6月譚信民於球季中辭去總教練一職。隨後移民美國，定居在洛杉磯，經營旗幟、紀念品等生意。

## 經歷
- 台南市六信高商青棒隊投手（1965－1968年）
- 空軍虎風棒球隊投手（1969－1973年）
- 可口奶滋棒球隊投手（？）
- 美國職棒小聯盟佛雷斯諾巨人隊投手（1974－1975年）
- 合作金庫棒球隊投手（1975－？年）
- 文化大學棒球隊教練（1981－？年）
- 兄弟飯店棒球隊投手教練（1986－1988年）
- 韓國職棒羅德巨人隊一周客座教練（1991年）
- 中華職棒三商虎隊總教練（1991－1993年）

## 著作
- 譚信民. . 臺北市: 水牛. 2010-01-30. ISBN 9789575998486.